# РШП-48К

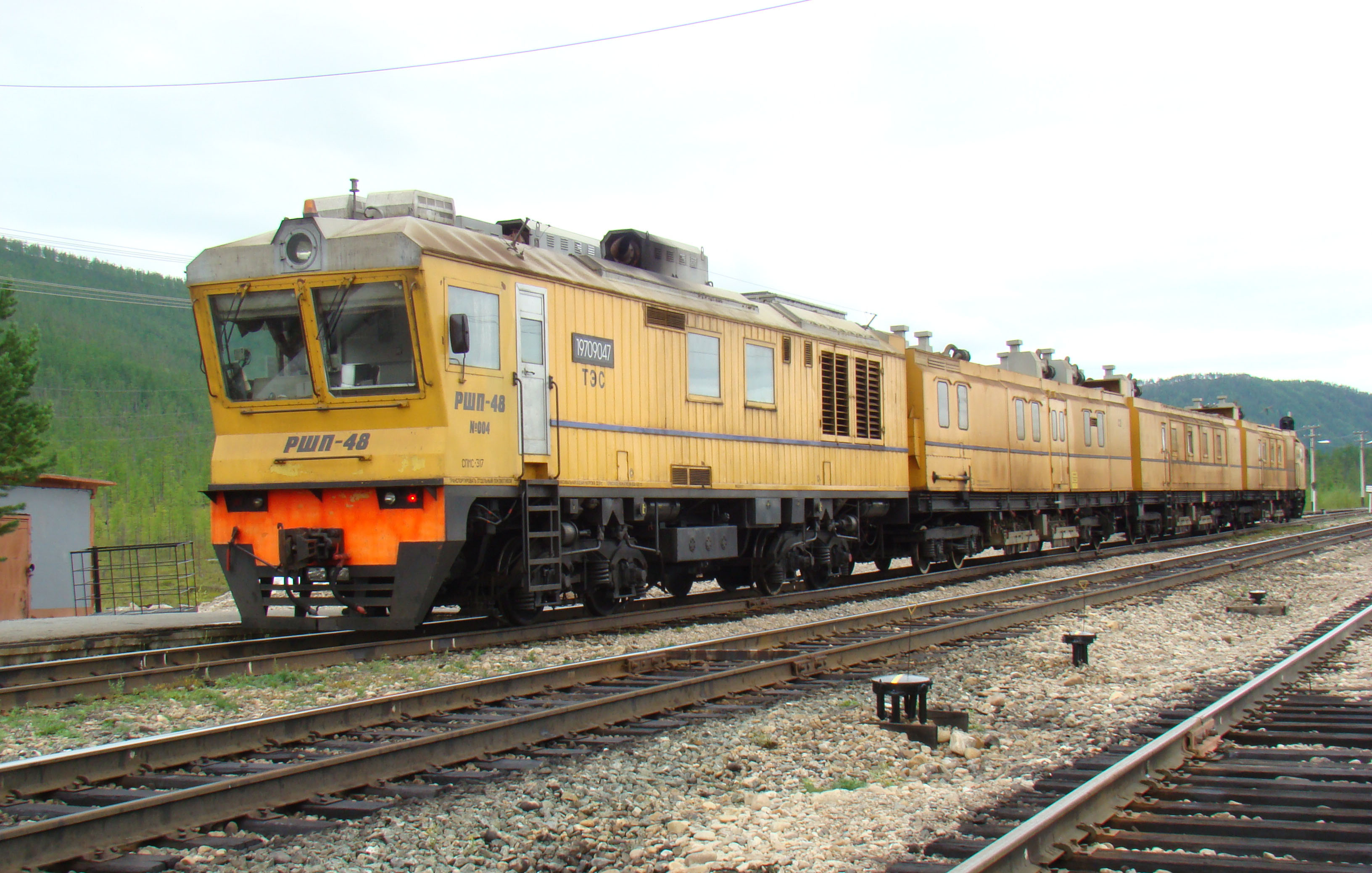

Рейкошліфувальний поїзд РШП-48К — призначений для відновлення форми головки рейки дефектних ділянок колії 1520 мм методом активного шліфування за допомогою шліфувальних кругів, що обертаються при температурі навколишнього середовища від мінус 20° до плюс 40° С в умовах помірного клімату.
Поїзд не призначений для роботи на стрілочних переводах, коліях, що мають контррейки, а також в тунелях. Виконання шліфування рейок виконується без зняття напруги. В зимовий період шліфування виконується при прибраному снігу, на 150 мм нижче РГР.
Виготовлено Калузьким заводом «Ремпутьмаш», Росія.

## Технічні характеристики
| Характеристика                         | Числа                  |
| -------------------------------------- | ---------------------- |
| Довжина по автозчепам                  | 80610мм                |
| Маса                                   | 316т                   |
| Ширина                                 | 3190мм                 |
| Кількість обслуговчого персоналу       | 7 машиністи            |
| Висота над рівнем верху головки рейки  | 5260мм                 |
| Швидкість руху у вимірювальному режимі | 10                     |
| Швидкість руху у режимі шліфування     | 4-8                    |
| Кількість шліфувальних головок         | 48                     |
| Продуктивність машини                  | 7.7 фіз.км/машинозміну |
| Річна продуктивність                   | 2000км                 |